# FDGB-Pokal 1980/81
Die Spiele um den FDGB-Pokal 1980/81 waren die 30. Auflage dieses Wettbewerbes.
Der Kampf um den FDGB-Pokal 1981 begann mit einer Qualifikationsrunde mit vier Mannschaften der zweitklassigen DDR-Liga. An der I. Hauptrunde nahmen aus der Saison 1979/80 die 15 Bezirkspokalsieger, die beiden Absteiger aus der DDR-Oberliga sowie 55 DDR-Ligisten teil. Nach einer Zwischenrunde griffen in der II. Hauptrunde die 14 Oberligavertreter in den Wettbewerb ein. Sie trafen auf die noch verbliebenen 17 DDR-Ligamannschaften und auf den letzten Vertreter der Bezirkspokalsieger Motor Limbach-Oberfrohna. Dieser schied ebenso aus wie die Oberligateams von Stahl Riesa und Sachsenring Zwickau.
Mit BSG Chemie PCK Schwedt, Vorwärts Dessau, Vorwärts Stralsund und Wismut Gera standen noch vier Mannschaften aus der DDR-Liga im Achtelfinale. Sie kamen jedoch allesamt nicht weiter. Auch Pokalverteidiger FC Carl Zeiss Jena schied nach Elfmeterschießen gegen seinen damaligen Finalgegner FC Rot-Weiß Erfurt aus. Dieser wiederum musste im Viertelfinale nach einer 0:1-Heimniederlage gegen den neuen DDR-Meister BFC Dynamo die Segel streichen.
Doch auch der Meister erreichte nicht das Finale, denn er unterlag beim FC Vorwärts Frankfurt im Elfmeterschießen. Als zweiter Finalist qualifizierte sich der 1. FC Lokomotive Leipzig mit einem mühelosen 2:0-Sieg über Dynamo Dresden.
Alle Begegnungen wurden im K.-o.-System ausgetragen. Spiele, die nach der regulären Spielzeit unentschieden waren, wurden verlängert und danach ggf. durch Elfmeterschießen entschieden.

## Ausscheidungsrunde
Die Spiele fanden am Sonnabend, 16. August 1980 um 15:00 Uhr statt.
|                            | Ergebnis  |                             |
| -------------------------- | --------- | --------------------------- |
| BSG Nord Torgelow          | 0:5       | BSG Chemie PCK Schwedt      |
| BSG Lokomotive Halberstadt | 1:2 n. V. | BSG Landbau Bad Langensalza |
| BSG Motor Zeulenroda       | 0:4       | ASG Vorwärts Plauen         |

## I. Hauptrunde
Die Spiele fanden am Sonntag, 24. August 1980 um 15:00 Uhr statt.
|                                  | Ergebnis              |                                   |
| -------------------------------- | --------------------- | --------------------------------- |
| BSG EAB 47 Berlin *              | 0:0 n. V. (3:4 i. E.) | BSG Wismut Gera                   |
| BSG Lokomotive Cottbus *         | 0:5                   | SG Dynamo Fürstenwalde            |
| BSG Empor Löbau *                | 1:7                   | BSG Fortschritt Bischofswerda     |
| TSG Ruhla' *                     | 0:1                   | BSG Aktivist Kali Werra Tiefenort |
| BSG Chemie PCK Schwedt II *      | 4:3 n. V.             | BSG Energie Cottbus               |
| BSG Fortschritt Pößneck *        | 2:2 n. V. (4:5 i. E.) | BSG Motor Suhl                    |
| BSG Fortschritt Weißenfels *     | 0:1                   | BSG Landbau Bad Langensalza       |
| BSG Motor Limbach-Oberfrohna *   | 3:0                   | FSV Lokomotive Dresden            |
| TSG MAB Schkeuditz *             | 01:10                 | ASG Vorwärts Kamenz               |
| ASG Vorwärts Havelberg *         | 1:2                   | ASG Vorwärts Dessau               |
| ASG Vorwärts Neubrandenburg II * | 0:4                   | ASG Vorwärts Stralsund            |
| BSG Elektronic Neuruppin *       | 0:3                   | BSG Chemie PCK Schwedt            |
| ASG Vorwärts Stralsund II *      | 1:3                   | BSG Schiffahrt/Hafen Rostock      |
| ASG Vorwärts Demen *             | 1:0                   | SG Dynamo Schwerin                |
| ASG Vorwärts Bad Salzungen *     | 2:1                   | BSG Chemie IW Ilmenau             |
| BSG Hydraulik Parchim            | 0:2                   | BSG KWO Berlin                    |
| BSG Motor Warnowwerft Warnemünde | 2:4                   | TSG Bau Rostock                   |
| BSG Rotation Berlin              | 2:4 n. V.             | SG Dynamo Eisleben                |
| BSG Motor Babelsberg             | 0:3                   | BSG Chemie Leipzig                |
| TSG Neustrelitz                  | 0:1                   | BSG KKW Greifswald                |
| BSG Einheit Wernigerode          | 0:2                   | BSG Motor Nordhausen              |
| BSG Chemie Premnitz              | 2:1                   | BSG Motor Hennigsdorf             |
| SG Sosa                          | 0:1                   | BSG Fortschritt Weida             |
| BSG Aktivist Brieske-Senftenberg | 4:2                   | BSG Chemie Wolfen                 |
| SG Dynamo Lübben                 | 2:3                   | BSG Stahl Eisenhüttenstadt        |
| BSG WK Schmalkalden              | 3:1                   | BSG Chemie Zeitz                  |
| BSG Motor Altenburg              | 0:2                   | BSG Motor Werdau                  |
| BSG Halbleiterwerk Frankfurt/O.  | 1:3                   | ASG Vorwärts Neubrandenburg       |
| ISG Schwerin Süd                 | 1:0                   | BSG Lokomotive Stendal            |
| BSG Motor FH Karl-Marx-Stadt     | 1:0                   | BSG Chemie Buna Schkopau          |
| BSG Stahl Hennigsdorf            | 3:1                   | BSG Post Neubrandenburg           |
| TSG Wismar                       | 1:4                   | 1. FC Union Berlin                |
| BSG Stahl Brandenburg            | 2:0                   | BSG Aktivist Schwarze Pumpe       |
| ASG Vorwärts Plauen              | 3:0                   | BSG Aktivist Espenhain            |
| BSG Stahl Thale                  | 0:0 n. V. (5:4 i. E.) | BSG Motor Weimar                  |
| BSG Motor Rudisleben             | 1:2 n. V.             | BSG Stahl Blankenburg             |

## Zwischenrunde
Die Spiele fanden am Sonnabend, 28. September 1980 um 14:00 Uhr statt.
|                                   | Ergebnis              |                                   |
| --------------------------------- | --------------------- | --------------------------------- |
| BSG Chemie PCK Schwedt II *       | 0:0 n. V. (6:7 i. E.) | BSG Schiffahrt/Hafen Rostock      |
| BSG Motor Limbach-Oberfrohna *    | 0:0 n. V. (4:3 i. E.) | BSG Chemie Leipzig                |
| ASG Vorwärts Demen *              | 1:3                   | ISG Schwerin Süd                  |
| ASG Vorwärts Bad Salzungen *      | 0:1                   | BSG Motor Suhl                    |
| BSG Aktivist Brieske-Senftenberg  | 3:4                   | BSG KWO Berlin                    |
| BSG Chemie Premnitz               | 1:4                   | 1. FC Union Berlin                |
| BSG Werkzeugkombinat Schmalkalden | 1:2                   | ASG Vorwärts Plauen               |
| BSG Landbau Bad Langensalza       | 3:2 n. V.             | SG Dynamo Eisleben                |
| BSG Motor Nordhausen              | 3:1                   | BSG Stahl Thale                   |
| BSG Stahl Blankenburg             | 2:1                   | BSG Aktivist Kali Werra Tiefenort |
| ASG Vorwärts Stralsund            | 2:0                   | BSG Stahl Hennigsdorf             |
| TSG Bau Rostock                   | 0:1                   | BSG Chemie PCK Schwedt            |
| BSG Fortschritt Bischofswerda     | 2:3                   | ASG Vorwärts Dessau               |
| BSG Fortschritt Weida             | 3:0                   | BSG Motor FH Karl-Marx-Stadt      |
| BSG Wismut Gera                   | 2:1                   | BSG Motor Werdau                  |
| BSG KKW Greifswald                | 2:2 n. V. (5:4 i. E.) | SG Dynamo Fürstenwalde            |
| BSG Stahl Eisenhüttenstadt        | 0:0 n. V. (3:2 i. E.) | ASG Vorwärts Kamenz               |
| ASG Vorwärts Neubrandenburg       | 3:1                   | BSG Stahl Brandenburg             |

## II. Hauptrunde
Die Spiele fanden am Sonnabend, 11. Oktober 1980 um 13:30 Uhr statt.
|                               | Ergebnis              |                             |
| ----------------------------- | --------------------- | --------------------------- |
| ASG Vorwärts Plauen           | 0:2                   | FC Rot-Weiß Erfurt          |
| BSG Schiffahrt/Hafen Rostock  | 0:5                   | Berliner FC Dynamo          |
| BSG Motor Suhl                | 0:6                   | FC Carl Zeiss Jena          |
| BSG Wismut Gera               | 2:2 n. V. (4:3 i. E.) | BSG Sachsenring Zwickau     |
| BSG Fortschritt Weida         | 0:4                   | SG Dynamo Dresden           |
| BSG Stahl Blankenburg         | 2:3                   | Hallescher FC Chemie        |
| BSG Motor Nordhausen          | 1:3                   | 1. FC Lokomotive Leipzig    |
| BSG Stahl Eisenhüttenstadt    | 2:2 n. V. (4:5 i. E.) | BSG Chemie Böhlen           |
| ASG Vorwärts Dessau           | 3:2 n. V.             | BSG Stahl Riesa             |
| BSG KWO Berlin                | 0:3                   | FC Hansa Rostock            |
| BSG Motor Limbach-Oberfrohna* | 0:7                   | FC Karl-Marx-Stadt          |
| BSG KKW Greifswald            | 2:7                   | FC Vorwärts Frankfurt/Oder  |
| BSG Landbau Bad Langensalza   | 1:4                   | BSG Wismut Aue              |
| ISG Schwerin Süd              | 1:3                   | 1. FC Magdeburg             |
| BSG Chemie PCK Schwedt        | 3:1                   | ASG Vorwärts Neubrandenburg |
| 1. FC Union Berlin            | 3:4 n. V.             | ASG Vorwärts Stralsund      |

## Achtelfinale
Die Spiele fanden am Sonnabend, 1. November 1980 um 13:30 Uhr statt.
|                            | Ergebnis              |                        |
| -------------------------- | --------------------- | ---------------------- |
| 1. FC Lokomotive Leipzig   | 2:1                   | 1. FC Magdeburg        |
| ASG Vorwärts Stralsund     | 1:3                   | SG Dynamo Dresden      |
| FC Vorwärts Frankfurt/Oder | 3:1                   | BSG Chemie PCK Schwedt |
| FC Karl-Marx-Stadt         | 5:0                   | BSG Wismut Gera        |
| FC Rot-Weiß Erfurt         | 1:1 n. V. (3:2 i. E.) | FC Carl Zeiss Jena     |
| Hallescher FC Chemie       | 0:3                   | FC Hansa Rostock       |
| BSG Chemie Böhlen          | 3:1                   | BSG Wismut Aue         |
| Berliner FC Dynamo         | 3:1                   | ASG Vorwärts Dessau    |

## Viertelfinale
Die Spiele fanden am Sonntag, 7. Dezember 1980 um 13:00 Uhr statt.
|                            | Ergebnis |                    |
| -------------------------- | -------- | ------------------ |
| BSG Chemie Böhlen          | 0:3      | SG Dynamo Dresden  |
| FC Vorwärts Frankfurt/Oder | 4:0      | FC Karl-Marx-Stadt |
| FC Rot-Weiß Erfurt         | 0:1      | Berliner FC Dynamo |
| 1. FC Lokomotive Leipzig   | 1:0      | FC Hansa Rostock   |

## Halbfinale
Die Spiele fanden am Mittwoch, 25. März 1981 statt.
|                            | Ergebnis              |                    |
| -------------------------- | --------------------- | ------------------ |
| 1. FC Lokomotive Leipzig   | 2:0                   | SG Dynamo Dresden  |
| FC Vorwärts Frankfurt/Oder | 1:1 n. V. (5:4 i. E.) | Berliner FC Dynamo |

## Finale

### Statistik
| Paarung                  | 1. FC Lokomotive Leipzig – FC Vorwärts Frankfurt/O. |
| Ergebnis                 | 4:1 (0:1) |
| Datum                    | 6. Juni 1981 |
| Stadion                  | Stadion der Weltjugend, Ost-Berlin |
| Zuschauer                | 40.000 |
| Schiedsrichter           | Bernd Stumpf (Jena) |
| Tore                     | 0:1 Andrich (17.) 1:1 Zötzsche (59.) 2:1 Liebers (62.) 3:1 Fritsche (68., Foulelfmeter) 4:1 Moldt (79.) |
| 1. FC Lokomotive Leipzig | René Müller – Frank Baum – Joachim Fritsche, Thomas Dennstedt, Uwe Zötzsche – Lutz Moldt, Matthias Liebers, Wolfgang Altmann, Andreas Roth – Volker Großmann (88. Hans-Jürgen Kinne), Peter Englisch (88. Gunter Sekora) Cheftrainer: Harro Miller    |
| FC Vorwärts Frankfurt/O. | Eckhard Kreutzer – Lothar Hause – Frank Geyer, Gerd Schuth – André Jarmuszkiewicz, Frieder Andrich, Ralph Probst (70. Norbert Rudolph), Horst Krautzig – Lutz Otto (64. Lothar Enzmann), Rainer Pietsch, Harald Gramenz Cheftrainer: Gerhard Reichelt |

### Spielverlauf
Das 30. Pokalendspiel bestritten die beiden Tabellennachbarn aus dem Mittelfeld der Oberliga, der FC Vorwärts Frankfurt als 5. und der 1. FC Lok Leipzig mit Rang 6. Bei Leipzig fehlte mit Dieter Kühn ein wichtiger Stammspieler. Obwohl auch die Frankfurter mit dem verletzten etatmäßigen Mittelstürmer Conrad auf einen Aktivposten verzichten mussten, übernahmen sie von Beginn an die Initiative. Mit ihrem Dreimannsturm und dem Vierermittelfeld war sie den mit nur zwei Spitzen spielenden Leipzigern zahlenmäßig überlegen und konnten so effektiv Druck aufbauen. Dieser wurde noch zusätzlich von Libero Hause verstärkt, der pausenlos über die Mittellinie drängte. Er hatte bereits in der vierten Minute mit einem Kopfball die erste Torchance. Mit ihrem ständigen Rochieren sorgten die drei Frankfurter Angreifer Gramenz, Pietsch und Otto für Verwirrung in der gegnerischen Abwehr, die sich zunächst nur mit hartem Einsteigen zu helfen wusste. Bereits in der 17. Minute führte Frankfurts Spielweise zum Erfolg, als Mittelfeldspieler Andrich eine Kombination über Jarmuszkiewicz und Otto verwerten konnte. Anschließend hatten die Vorwärts-Spieler bis zum Pausenpfiff weitere zahlreiche Möglichkeiten, den Vorsprung zu erhöhen. In der 35. Minute konnte Leipzig Torhüter Müller nur mit Mühe einen Schuss von Gramenz abwehren. Zehn Minuten nach Wiederanpfiff verflachte auf unerklärliche Weise das Spiel des FC Vorwärts, während der 1. FC Lok nun wesentlich entschlossener auftrat. Zötzsche und Liebers, zwei Spieler aus dem Rückraum, sorgten binnen drei Minuten für die Spielwende. Sehenswert dabei Liebers’ Tor zum 2:1, bei dem er zunächst den Ball mit der Brust stoppte und blitzschnell mit einem 20-Meter-Schuss Torwart Kreutzer überraschte. Daraufhin fiel das Frankfurter Spiel völlig auseinander. Als Fritsche in der 68. Minute einen Foulstrafstoß zum 3:1 verwandelte, war das Spiel bereits entschieden. Der von Jarmuszkiewicz vergebene Elfmeter verdeutlichte die Verzagtheit der Vorwärtsspieler, auf der anderen Seite setzte Moldt in der 79. Minute mit einem wiederum sehenswerten Hechtflug-Kopfball in der 79. Minute den 4:1-Schlusspunkt.
Lok-Trainer Scherbaum fasst das Spiel so zusammen: „Sololeistungen von Zötzsche und Liebers legten viele Kräfte frei, von denen vor dem Wechsel nichts zu spüren war. Der FCV gab einen starken Kontrahenten ab, der im Mittelfeld sehr ausgeglichen besetzt war. Wir aber spielten letzten Endes erfolgreicher.“